# 林で書いた詩
林で書いた詩は、1974年11月24日にTBSテレビの日曜劇場で放映されたテレビドラマ。制作は北海道放送（HBC）。伊藤整『鳴海仙吉』の作中詩「林で書いた詩」をモチーフに、北海道小樽市の図書館を舞台にした。

## スタッフ
- 脚本：市川森一
- 監督・演出：長沼修
- 音楽：深町純

## 出演
- 桜木健一
- 香山美子
- 金田竜之介
- 浜村純